# Ходж, Стив
Стив Ходж (англ. Steve Hodge, род. 25 октября 1962 года, Ноттингем, Англия) — английский футболист, участник чемпионатов мира 1986 и 1990 годов. Ему принадлежала футболка Марадоны, в которой тот забил «рукой Бога». Футболка Диего Марадоны была продана на аукционе 4 мая 2022 года за 9,28 млн долларов (7,14 млн фунтов), что является рекордом для спортивной атрибутики.

## Биография
В профессиональном футболе дебютировал в 1980 году выступлениями за «Ноттингем Форест», в котором провел пять сезонов, приняв участие в 123 матчах чемпионата. Большинство времени, проведенного в составе «Ноттингем Форест», был основным игроком команды.
Впоследствии, с 1985 по 1996 год играл в составе таких клубов как «Астон Вилла», «Тоттенхэм Хотспур», «Ноттингем Форест», «Лидс Юнайтед», «Дерби Каунти», «Куинз Парк Рейнджерс» и «Уотфорд» . В течение этих лет завоевал титул чемпиона Англии , стал двукратным обладателем Кубка английской лиги .
Завершил профессиональную игровую карьеру в 1998 году в клубе «Лейтон Ориент» , за который провел всего один матч.
В 1986 году дебютировал в официальных матчах в составе сборной Англии. На протяжении карьеры в национальной команде, которая длилась 6 лет, за главную команду страны провел 24 матча. В составе сборной был участником чемпионата мира 1986 года в Мексике и чемпионата мира 1990 года в Италии.

## Достижения
- Обладатель Кубка Футбольной лиги (2):

«Ноттингем Форест»: 1988/89, 1989/90
- Обладатель Суперкубка Англии (1):

«Лидс Юнайтед»: 1992
- Чемпион Англии (1):

«Лидс Юнайтед»: 1991/92